# 大北街道
大北街道，是中华人民共和国辽宁省沈阳市大东区下辖的一个乡镇级行政单位。

## 行政区划
大北街道下辖以下地区：
华炉社区、付家社区、北苑社区、尚品社区、白塔社区、翠华社区、取义社区、边墙社区、绿苑社区、枫合社区、公务员社区、合作社区、世博社区和北海社区。